# Kaletnik (województwo łódzkie)
Kaletnik – wieś letniskowa w Polsce położona w województwie łódzkim, w powiecie łódzkim wschodnim, w gminie Koluszki.
W latach 1975–1998 miejscowość administracyjnie należała do województwa piotrkowskiego. 
Podłódzka wieś letniskowa, otoczona z trzech stron lasem. Znajduje się tam kościół pod wezwaniem Najświętszego Serca Jezusowego, cmentarz i grób żołnierzy z I wojny światowej (pomnik na grobie odsłonięty i poświęcony przez ordynariusza diecezji łódzkiej ks. bp Włodzimierza Jasińskiego w lipcu 1936 r.), kilka sklepów spożywczo-przemysłowych, kilka pomników przyrody oraz firma przetwarzająca żywicę epoksydową oraz produkująca żelkot "Bazylia II". Na terenie Kaletnika jest częściowo przystanek Żakowice Południowe.

## Zbiorowa mogiła żołnierzy poległych w I wojnie światowej
W Kaletniku, na skraju lasu przy cmentarzu parafialnym znajduje się zbiorowa mogiła żołnierzy różnych narodowości (polskich, niemieckich, rosyjskich) poległych w bitwie pod Łodzią zwaną też bitwą pod Brzezinami (23.11.1914r)

## Obóz Baudienstu w Kaletniku
Obóz pracy przymusowej Baudienst im G.G. Abteilung 1/202 w Kaletniku został założony przez Niemców wiosną 1943 r. Przebywało w nim około 400 młodych Polaków, którzy budowali odcinek linii kolejowej Żakowice Południowe w kierunku Tomaszowa Mazowieckiego (omijając stacje Koluszki)
22 lipca 1944 obóz został rozbity przez oddział „Sama”.

## Cmentarz parafialny w Kaletniku
Cmentarz rzymsko - katolicki, powstał w drugiej połowie XX w.